# Hein-Pieter Okker
Hein-Pieter Okker es un deportista neerlandés que compitió en vela en la clase Laser. Ganó una medalla de bronce en el Campeonato Europeo de Laser de 1985.

## Palmarés internacional
| \| Campeonato Europeo \| Campeonato Europeo \| Campeonato Europeo \| Campeonato Europeo \| \| Año \| Lugar \| Medalla \| Clase \| \| ------------------ \| ------------------ \| ------------------ \| ------------------ \| \| 1985 \| Cascaes (Portugal) \| Medalla de bronce \| Laser \| |                    |                   |       |
| Campeonato Europeo |                    |                   |       |
| Año | Lugar              | Medalla           | Clase |
| 1985 | Cascaes (Portugal) | Medalla de bronce | Laser |